# دریاچه سردنیه (سرزمین آلتای)
دریاچه سردنیه (روسی: Среднее) یک دریاچه در سرزمین آلتای کشور روسیه است.